# Edita Gruberová
Edita Gruberová (Bratislava, 23 december 1946 – Zürich, 18 oktober 2021) was een Slowaaks sopraan, een van de meest bewonderde coloratuursopranen van de voorbije decennia. Zij staat bekend vanwege haar grote helderheid van toon, buigzaamheid, dramatische interpretatie en het vermogen met grote kracht hoge noten te zingen, die haar in haar vroege jaren tot een ideale Königin der Nacht maakten. In latere jaren heeft zij veel succes geoogst met een aantal van de belangrijkste belcanto-rollen.

## Biografie
Gruberová is geboren als dochter van een Hongaarse moeder en een vader met Duitse voorouders. Haar moedertaal is het Slowaaks. Zij begon haar muziekstudie aan het conservatorium van Bratislava, waar zij student was van Mária Medvecká. Zij studeerde vervolgens aan de Academie van Uitvoerende Kunsten in Bratislava (VŠMU). Tijdens haar studie was zij een zanger bij het beroemde Lúčnica-folkensemble en ook trad ze verscheidene malen op in het Slowaaks Nationaal Theater.
In 1968 maakte Gruberová haar operadebuut in Bratislava als Rosina in Il barbiere di Siviglia. Na het winnen van een zangwedstrijd in Toulouse werd zij aangenomen als solist bij het opera-ensemble van het J.G. Tajovský Theater in Banská Bystrica (Slowakije), waar zij van 1968 tot 1970 werkzaam was. Toen het communistische Tsjecho-Slowakije een periode doormaakte genaamd Normalisatie, gedurende welke de grenzen met niet-communistische landen waren gesloten, regelde Medvecká in de zomer van 1969 heimelijk een auditie voor Gruberová aan de Weense Staatsopera, die haar onmiddellijk aannam. Het volgende jaar had zij haar eerste belangrijke doorbraak toen zij de Königin der Nacht zong. Gruberová besloot toen ook naar het Westen te emigreren. In de volgende jaren was zij soliste in Wenen en werd ze uitgenodigd door veel van de belangrijke operahuizen in de wereld, met name voor coloraturarollen.
Gruberová maakte in 1974 haar debuut aan Glyndebourne en in 1977 aan de Metropolitan Opera, beide als Königin der Nacht. Intussen had ze onder dirigent Karl Böhm in 1976 de rol van Zerbinetta in Ariadne auf Naxos van Richard Strauss gezongen.
In 1977 verscheen zij ook voor het eerst op de Salzburger Festspiele, als Thibault in Don Carlos, onder Herbert von Karajan. In 1981 zong zij tegenover Luciano Pavarotti in Jean-Pierre Ponnelles verfilming van Rigoletto. Gruberová maakte in 1984 haar debuut aan het Royal Opera House Covent Garden als Giulietta in Vincenzo Bellini's I Capuleti e i Montecchi. Andere belangrijke rollen die zij heeft gezongen zijn Zerbinetta, Gilda, Violetta, Lucia, Konstanze, Manon en Oscar. Zij zong in 1987 aan het Teatro alla Scala Donna Anna, eveneens in 1987 Marie in La fille du régiment, in 1992 in Zürich Semiramide, in 1990 in Wenen koningin Elizabeth I in Gaetano Donizetti's Roberto Devereux. In 2003 voegde zij de titelrol van Norma aan haar repertoire toe.
Gruberová heeft vele opnamen gemaakt, in latere jaren met name volledige opnamen en uitgebreide selecties van Donizetti’s Tudor-koninginnentrilogie en andere belcanto-opera’s, laatstelijk uitsluitend op het Nightingale-label. Meer dan een dozijn van haar gefilmde en voor televisie opgenomen opera-uitvoeringen zijn uitgegeven op dvd, waaronder Norma, Manon en Linda di Chamounix.
Gruberová overleed op 74-jarige leeftijd.